# Mi-ri meter
mi-ri meter（ミリメーター）は、2000年に結成された日本の建築・美術家のユニットである。1998年に日本大学芸術学部を修了した宮口明子と笠置秀紀の二人で活動する。
「アーバンピクニック」シリーズなど都市との関わりをもつようなアートプロジェクトを多数発表し活動する。MADRIX（間取り柄レジャーシート）、街フォント、東京フローリング化計画、コインキャンピング テントス24、都市リサーチ「DOCODEMO」やエスカレーター型椅子「イスカレーター」などの企画やデザインを公開した。2014年 株式会社 小さな都市計画を設立。2017年よりワークショッププログラム『URBANING_U』を実施している。

## 展覧会
- 2022年 - URBANING_U ONLINE（ACKT 東京）
- 2017年 - URBANING_U 都市の学校 ソーシャリー・エンゲイジド・アート展（アーツ千代田3331 東京）
- 2017年 - 清澄白河現在資料館 MOTサテライト（東京都現代美術館 東京）
- 2015年 - 鳥取藝住祭 川と路（鳥取）
- 2014年 - 仙台文学館を再編集する(SSDせんだいスクールオブデザイン)
- 2013年 - アーキテクトand / vs アーバニスト(日本建築学会 建築博物館ギャラリー 東京)
- 2013年 - アーツ前橋 交流スペース(インテリアデザイン 群馬)
- 2011年 - ミリメーター展(新・港村 建築系ラジオギャラリー 神奈川)
- 2009年 - Tools for Actions(カナダ建築センター カナダ)
- 2007年 - 取手アートプロジェクト2007(取手市全域)
- 2007年 - リスボン建築トリエンナーレ 日本セクション アートディレクション(ポルトガル)
- 2005年 - コインキャンピング テントス24(セントラルイースト東京’05 東京)
- 2000年 - HAPPENING -TOKYO CONTEMPORARY DESIGN EXHIBITION（明治通り 東京）
- 1999年 - HOMELESS（IDEE WORKSTATION 東京）
- 1999年 - HAPPENING -TOKYO CONTEMPORARY DESIGN EXHIBITION（X-LARGE 東京)
- 1998年 - TRESURED TRASH（IDEE WORKSTATION 東京）

## 賞歴
- 2014年 - 日本空間デザイン協会 空間デザイン優秀賞
- 2014年 - JCDデザインアワード 文化・公共コミュニケーション空間部門銀賞
- 2009年 - しまなみ海道10thアニバーサリーコンペ 優秀賞
- 2009年 - カナダ建築センター「Tools for Actions」challenge winner
- 2002年 - 第2回デザイントープコンペティション 優秀賞
- 1998年 - 第33回セントラル硝子国際建築設計競技 最優秀賞